# Google Health

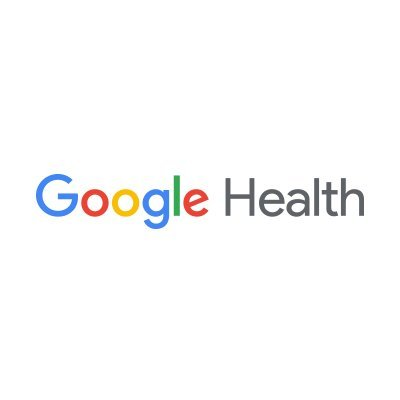
Logotipo da Google Health

Google Health foi um serviço da Google lançado em janeiro de 2008 e descontinuado, junto com o serviço PowerMeter, desde 1º de janeiro de 2012, o qual permitia às pessoas guardarem e gerenciarem suas informações médicas em apenas um local. A ferramenta também permitia que médicos buscassem seus registros e lhe informava se você precisava tomar algum remédio. A Google encerrou as atividades deste serviço devido à falta de procura pelo mesmo.

## O Primeiro teste
O Google Health começou a ser projetado em 2006, quando a Google lançou o projeto Google Co-op Health. Em 2008, O serviço fez um teste piloto com duração de 2 meses, a partir 1.600 pacientes da Cleveland Clinic. Em 20 de Maio do mesmo ano, foi liberada uma versão beta para o público em geral.

## Serviços
Utilizando o Google Health, era possível armazenar seu histórico médico completo, inserindo seus dados pessoais como peso, altura, idade, sexo) e dados clinicos alergias, medicamentos que faz uso, cirurgias às quais foi submetido, resultados de exames, vacinas, etc. Esta é uma forma de compilar todas as suas informações de saúde em um mesmo local, reduzir o tempo na busca de históricos de tratamentos e diagnósticos antigos, localização de profissionais, entre outros.
Apesar de se encontrar apenas em inglês e a possibilidade de importação de seus dados médicos a partir de de bancos de dados brasileiros não existir, era possível, caso fosse desejado, inserir os dados manualmente, sendo possível gerenciar tais dados, organizar e gerenciar endereços de médicos e exames, além de procurar informações sobre as todos os tipos de doenças.

## Interface
A interface simples do Google Health foi desenvolvida a partir de um tipo de gravação de dados médicos chamado de Continuity of Care Record.

## Google Health e a privacidade
O serviço Google Health era gratuito e as informações pessoais não eram, segundo a Google, compartilhadas, apesar de as informações anônimas poderem ser capturadas e utilizadas pela empresa. Por este motivo, os usuários tinham de aceitar dois termos de adesão ao realizar o cadastro do serviço.
"Se alguém pode demistificar o que é saúde, e tornar isso divertido… o Google pode", disse uma vez Dr. Michael Roize, vice-presidente de bem estar da Cleveland Clinic, durante coletiva na sede da Google.
Apenas usuários do Google Health podiam acessar sua própria ficha médica, porém eles podiam deixar que outras pessoas, como seu médico, a visualizassem. O Google Health não era coberto pelo ato Americano de 1996: U.S. Health Insurance Portability and Accountability. Apesar de alguns usuários terem desconfiado da privacidade do serviço, achando que seus dados não estavam realmente seguros, alguns especialistas alegavam preferir o banco de dados virtual aos velhos dados escritos em papéis, que estão sempre sujeitos a qualquer uso inadequado.

## Google Health e Convênios
Para facilitar a busca de dados médicos o Google Health possuia alguns convênios com certas instituições médicas como:
The Beth Israel Deaconess Medical Center, The Cleveland Clinic, Longs Drugs, Medco Health Solutions, Quest Diagnostics, RxAmerica, Walgreens, SafeMed, e Healthgrades.